# Gesicht der Erinnerung
Gesicht der Erinnerung ist ein deutscher Fernsehfilm von Dominik Graf aus dem Jahr 2022. Er handelt von der Amour fou einer Frau Mitte 30, die sie – spiegelbildlich – schon einmal in jungen Jahren erlebt hat. Die Hauptrolle der erwachsenen Protagonistin spielt Verena Altenberger – von der Kritik einhellig gelobt, den Part ihres jugendlichen Alter Ego ihre jüngere Schwester Judith. Als wichtigste Referenz unter den filmischen Vorgängern gilt Hitchcocks Vertigo. Die Genrezugehörigkeit ist nicht klar umrissen; meistgenannt der Liebesfilm, ergänzt durch Elemente aus Mystery, Romantik und Drama. Im Rahmen des Wettbewerbs um den 3sat-Zuschauerpreis 2023 lief Gesicht der Erinnerung als Eröffnungsfilm.

## Handlung
Die Salzburger Physiotherapeutin Christina teilt sich Wohnung und Praxis mit ihrer alleinerziehenden Freundin Antje. Als kinderlose Singlefrau ist die 36-Jährige ebenso regelmäßig auf Partys wie in psychotherapeutischer Behandlung. Eines Nachts, nach einem Kollaps beim Tanzen, bringt ein junger Mann, eine flüchtige Zufallsbekanntschaft, sie im Auto nach Hause. Er bleibt, von ihr unbemerkt, bis zum Morgen und verabschiedet sich mit einer Einladung zu einem Auftritt seiner Band. In den Tagen danach lässt er nicht locker, bis ein Massagetermin, den er sich mit Antjes Hilfe erschleicht, die körperliche Nähe stiftet, die zu seinen Gunsten entscheidet. Patrick ist zwar erst knapp 20, aber charmant und attraktiv. Christina ihrerseits hat Erfahrung in Beziehungen mit großem Altersunterschied. Sie war 16 zum Zeitpunkt ihrer ersten großen Liebe – zu dem 39-jährigen Familienvater Jacob, der jedoch in der Nacht, als er mit ihr fliehen wollte, tödlich verunglückte. Von ihm ist sie nie losgekommen. Die Begegnung mit Patrick verstärkt diese Fixierung noch, ähnelt er doch Jacob in vielerlei Hinsicht. Eine weitere Koinzidenz ist aber auch Patrick nicht ganz geheuer: Als Christina ihm Ort und Zeit von Jacobs Unfall nennt – zum Beweis, dass er ihn nicht kennen könne –, sind sie fast identisch mit Ort und Zeit seiner Geburt.
Der darauffolgende Abend verbindet die frisch Verliebten dann umso natürlicher in der realen Gegenwart: Christina erlebt Patrick erstmals bei einem seiner Auftritte, was ihn befeuert, als er das auf sie gemünzte Liebeslied singt, und sie wiederum so beglückt, dass sie zu ihm eilt und beim Finale an seiner Seite ist, begleitet vom Applaus der Umstehenden. Das macht sie endgültig zu einem Paar. Antje, die sich in der Folgezeit wiederholt vergewissert, dass es Christina wirklich besser geht, befördert dies durch ihren vorläufigen Auszug aus der gemeinsamen Wohnung. Der Antrittsbesuch bei Patricks schwerreichen Eltern gelingt ebenfalls. Ganz losgelöst von früheren Fesseln haben sich aber beide noch nicht: sie nicht von ihrer Obsession, aus Patrick einen Wiedergänger Jacobs machen zu wollen, und er nicht aus den Fängen einer Ex-Freundin, die sich für eine Zurückweisung rächen und Christina als Konkurrentin ausstechen will. Erst als er auch sie seinen Eltern präsentiert, bringt ihn das vertrauliche Gespräch mit Anna, der langjährigen Haushälterin, und eine durch sie bewirkte blitzartige Kindheitserinnerung auf den Weg zu Christina zurück.
Ein „Zurück“ gibt es aber nicht mehr. Noch in der Nacht, als er bei seiner „Ex“ strandete, brachte man Christina, nach schwerem Kollaps auf offener Straße, in die Notaufnahme – Diagnose: Hirntumor. Ihren „Feind“ nennt sie das Geschwür beschönigend gegenüber Patrick, der sie, erneut mit Antjes Hilfe, in einem kleinen italienischen Bergdorf findet, in einer Art Herberge namens Casa di Cura (wörtlich „Pflegeheim“, faktisch wohl ein „Sterbehospiz“).  Alles deutet darauf hin, dass Christinas Tage gezählt sind. Im Bewusstsein dessen hat sie schon vor Patricks Ankunft den Ort ausgewählt, an dem sie ihrem Leben durch Freitod ein Ende setzen will. Nun vollzieht sie ihn mit Patricks Wissen und in seinem Beisein. Drei Jahre bleibt er noch in der Gegend, in denen es ihn immer wieder an den „Tatort“, eine jäh abfallende Schlucht, zieht – bis ihn ein zufällig erlauschtes Mutter/Tochter-Gespräch zu erlösen scheint, in dem die kleine Elena, so wie auch er in ferner Kindheit, sich einen neuen Namen zulegt, sie nennt sich – Christina.

## Produktion und Hintergrund
Die Dreharbeiten fanden vom 17. August bis zum 20. September 2021 in Bayern, im Land Salzburg und in Tirol statt. Produziert wurde der Film von der Münchner Lailaps Films GmbH (Produzent Nils Dünker), beteiligt waren der Südwestrundfunk (SWR) und der Österreichische Rundfunk (ORF). Unterstützt wurde die Produktion vom Land Salzburg.
Die Kamera führte Hendrik A. Kley, für den Ton zeichnete Oliver Jergis verantwortlich, für das Sound-Design Florian Neunhoeffer und Michael Stecher und für das Casting An Dorthe Braker. Das Szenenbild wurde von Claus Jürgen Pfeiffer gestaltet, die Kostüme von Martina Müller und das Maskenbild von Nannie Gebhardt-Seele und Henny Zimmer.
Die Rolle der Christina in höherem Alter wurde von Verena Altenberger verkörpert, während die Rolle der 16-jährigen Christina von ihrer jüngeren Schwester Judith Altenberger dargestellt wurde.

## Rezeption

### Premieren
Premierentermin war der 29. Juni 2022 am Filmfest München in der Sektion Neues Deutsches Fernsehen. Beim Festival des deutschen Films wurde Gesicht der Erinnerung am 28. August 2022 im Anschluss an die Verleihung des Preises für Schauspielkunst an Verena Altenberger gezeigt. Die Erstausstrahlung im Ersten erfolgte am 8. Februar 2023.

### Kritiken
Rainer Tittelbach vergab auf tittelbach.tv 5,5 von 6 Sternen, der Film erzähle die Geschichte einer sehr speziellen, problematischen Liebe entsprechend eigenwillig, anfangs höchst assoziativ und radikal. Bildgestaltung, Montage und Score seien herausragend, und Verena Altenberger bekräftige ihre Ausnahmestellung im deutschsprachigen Film.
Christian Buß bezeichnete den Film auf spiegel.de als „Meisterwerk über Liebe, Tod und Begehren“ und sah Parallelen zu Vertigo – Aus dem Reich der Toten. Während Vertigo die Todessehnsucht des Helden als psychischen Defekt auflöse, bleibe Gesicht der Erinnerung in der Schwebe und die Seelenwanderung eine Option bei der Auflösung der Geschichte. Man könne diesen Film als romantische Gespenstergeschichte sehen oder als psychologische Fallstudie.
Karsten Umlauf (swr.de) fand Verena Altenberger „grandios“, die Filmmusik „zauberhaft“, das „Eigenleben“ der Kamera mitunter etwas verwirrend und den Film insgesamt einen der schönsten von Dominik Graf.
Elmar Krekeler (welt.de) stimmte ihm hierin zu und konnte sich gut vorstellen, im Februar schon den schönsten Liebesfilm des Jahres gesehen zu haben. Graf habe ein ganzes Genre „wachgeküsst“ und dem Kitsch des „Sonntagabend-Pilcherismus“ entzogen. Der Regisseur habe „tief in den Werkzeugkasten der Mittel und Möglichkeiten des romantischen Liebesdramas“ gegriffen und ein vielschichtiges Kunstwerk geschaffen, das auch als Psychothriller rezipiert werden könne, als Gespenstergeschichte oder als Geschichte eines späten Erwachsenwerdens.
Auch Christine Dössel (sueddeutsche.de) arbeitete sich daran ab, Gesicht der Erinnerung einem bestimmten Genre(mix) zuzuordnen. Als Erstes stellt sie klar, dass es sich nicht um einen „schamanischen Esoterikfilm“ handle, auch wenn „die Geschichte einer schicksalhaften Liebe […] höchst spirituell aufgeladen“ sei. Die „Spinnenmetapher“ deute etwas von dieser Vorbestimmung an und verweise in den Bereich von „Schicksalsgöttinnen, die den Lebensfaden spinnen“. „Modern gefilmt, in eigenwillig subtilen, stimmungsvollen, oft auch überraschenden Bildern“, definiert sie Grafs Film als „eine so leidenschaftliche wie rätselhafte Liebesgeschichte mit Mystery-Anklängen“. Zu guter Letzt gewinnt sie aus dem Vergleich mit dem Referenzfilm, Hitchcocks Vertigo, noch die Erkenntnis, Gesicht der Erinnerung bediene „mehr das Genre Romantik als den Psychothriller“ und gehe „am Ende Richtung Melodram“.
Weniger über das Genre und mehr über den Inhalt suchten Michael S. Bendix (critic.de) und Jens Hinrichsen (filmdienst.de) die Annäherung an den Film. Ihr gemeinsamer Ausgangspunkt: Graf gehe es nicht darum, Lösungen vorzugeben, sondern Fragen zu stellen. Bendix nimmt Bezug zum Titel und rückt die Erinnerung in den Mittelpunkt; die Frage nach ihrer „Objektivität“ und Macht sowie die (den Künstler fordernde) „Frage, welche filmische Form dem Erinnerungsapparat am ehesten entsprechen könnte“. Hinrichsen setzt einen anderen Schwerpunkt und fasst ihn zum Schluss wie folgt zusammen: „Wie weit haben wir unser Schicksal in der Hand? Und falls wir den Faden verlieren, gibt es ein Paradies, in das wir zurückkehren können? Es ist eine überzeitlich-spirituelle Thematik, die Dominik Graf in die Form eines ambitionierten, spannungsreichen Liebesfilms überführt.“
Sylvia Staude dagegen kritisierte in der Frankfurter Rundschau, von der Amour fou werde mit schnellen und verwirrenden Schnitten erzählt, ohne sich groß mit Erklärungen aufzuhalten. Graf bringe immer und immer wieder schwarze Spinnen ins Bild, Sven Rossbach und Florian Van Volxem sorgten für die bedeutungsschwangere Musik dazu. Wer das Hingetupfte, die assoziativen Gedanken- und Bildersprünge möge, werde seine Freude haben.
Heike Hupertz meinte in der Frankfurter Allgemeinen Zeitung, dass der Film Fernsehzuschauern wolkig vorkommen möge, die lediglich am Plot einer Geschichte interessiert sind und eindeutige Aufklärungen schätzen. Man könne den Liebeswahn dieses Films für überkandidelten Schmus halten, aber seltsamer- und geheimnisvollerweise glaube man Verena Altenberger alles aufs Wort. Graf beglaubige sie durch in Szene gesetzte Schönheit.
Oliver Armknecht bewertete den Film auf film-rezensionen.de mit vier von zehn Punkten. Das Drama spreche zwar interessante Themen an, mache aber wenig daraus. Stattdessen sei der Film anderweitig vollgestopft, inhaltlich wie inszenatorisch, und eskaliere dadurch auf bizarre Weise.
Quote
Die deutsche Erstausstrahlung am 8. Februar 2023 im Ersten wurde von 2,04 Millionen Zuschauern gesehen, der Marktanteil betrug 7,8 Prozent.

## Auszeichnungen und Nominierungen
Filmfest München 2022
- Nominierung für den Bernd Burgemeister Fernsehpreis[1]

Festival des deutschen Films 2022
- Nominierung für den Filmkunstpreis[21]
- Nominierung für den Rheingold Publikumspreis[21]
- Auszeichnung für das beste Drehbuch des Wettbewerbs (Norbert Baumgarten)[22]

Fernsehfilmfestival Baden-Baden 2023
- Nominierung für den Fernsehfilmpreis und den 3sat-Publikumspreis[23]
- Auszeichnung mit dem Sonderpreis für herausragende Regie (Dominik Graf)[24]